# Lagrange-féle középértéktétel

Ábra a tételhez: a piros szelő párhuzamos a zöld érintővel

A Lagrange-féle középértéktétel a matematika, ezen belül az analízis egyik fontos tétele.

## A tétel állítása
Ha f folytonos függvény a zárt {\displaystyle [a,b]} intervallumban és differenciálható a nyílt {\displaystyle (a,b)} intervallumban, akkor van olyan {\displaystyle a<c<b} szám, amire
teljesül.
Ez körülbelül azt jelenti: ha húzunk egy vonalat a két végpont között, akkor lesz legalább egy pont a függvényen, aminek a deriváltja párhuzamos ezzel a vonallal.
Egy példán keresztül egyszerűbb megérteni. Autóval utaztunk egyik városból egy másikba és az átlagsebességünk 100 km/óra volt. Ahhoz, hogy pontosan ennyi legyen az átlagsebesség, vagy konstans 100 km/órával kellett mennünk, vagy pedig néha gyorsabban, néha lassabban. Ha lassabban, akkor később gyorsabban is kell mennünk, hogy az átlagsebesség valóban 100 km/óra legyen.
Ez a tétel azt mondja ki, hogy valamikor az út során kell lennie legalább egy pontnak, amikor a kocsi pontosan 100 km/órával ment - az átlagsebességével.

## Bizonyítás
A tételt visszavezetjük speciális esetére, a Rolle-tételre. Legyen {\displaystyle a\leq x\leq b}-re
A g függvény nyilván folytonos az {\displaystyle [a,b]} intervallumban és a belső pontokban
Továbbá
Alkalmazhatjuk tehát Rolle tételét és kapjuk, hogy van olyan c pont amire {\displaystyle g'(c)=0}, azaz

## Általánosítás
A Lagrange-féle középértéktétel általánosítása a Cauchy-féle középértéktétel.

## A tétel magasabb dimenziókban
Legyen {\displaystyle f:\mathbb {R} ^{n}\rightarrow \mathbb {R} } az {\displaystyle (a,b)} szakaszon differenciálható függvény ({\displaystyle a,b\in \mathbb {R} ^{n}}esetén az {\displaystyle (a,b)} szakaszon az {\displaystyle S=\{a+t(b-a)~|~t\in (0,1)\}} pontokat értjük). Ekkor van olyan {\displaystyle c\in S}, amelyre
teljesül.

### Bizonyítás
Legyen {\displaystyle g\left(t\right)=f(a+t(b-a)),} egy {\displaystyle \mathbb {R} \rightarrow \mathbb {R} } függvény. Mivel {\displaystyle g} differenciálható a {\displaystyle (0,1)} intervallumon, ezért alkalmazhatjuk a tétel 1 dimenziós változatát, azaz {\displaystyle \exists \theta \in (0,1)}, hogy
g definícióját beírva:
{\displaystyle c:=a+\theta (b-a)} jelöléssel kapjuk a bizonyítandó állítást.